# Neomaso minimus
Neomaso minimus là một loài nhện trong họ Linyphiidae.
Loài này thuộc chi Neomaso. Neomaso minimus được Alfred Frank Millidge miêu tả năm 1985.